# Termodinamică chimică
Termodinamica chimică este o formulare a termodinamicii care abordează sistemele multicomponent din punct de vedere al transformărilor energetice. A fost fondată de Josiah Willard Gibbs pe baza termochimiei.

## Convenția semnelor la lucrul mecanic
Spre deosebire de termodinamica tehnică, unde semnul „+” este atribuit lucrului mecanic efectuat de (ieșit din) un sistem termodinamic asupra împrejurimilor, în termodinamica chimică convenția este de a atribui semnul „+” lucrului mecanic primit (intrat în) din împrejurimi de sistemul termodinamic. Aceste convenții diferite trebuie avute în vedere la interpretare lucrului mecanic în relațiile matematice în care el apare.

## Istoric
Termodinamica chimica a avut ca precursor termochimia. Rudolf Clausius a sugerat aplicarea principiilor termochimiei la fundamentarea termodinamicii. Contribuitorii cu cel mai mare aport sunt Josiah Willard Gibbs și Hermann von Helmholtz.